# Ког

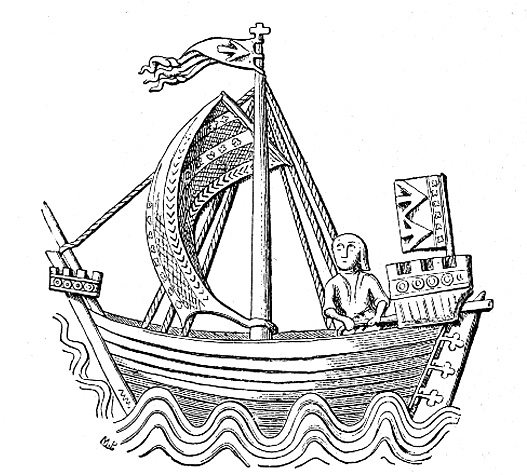
Ког на печатці німецького міста Штральзунд

Ког (давн.в-нім. kogho, сер.-ниж.-нім. kogge, koggen) — середньовічне однощоглове палубне судно з високими бортами і міцним корпусом, оснащене прямим вітрилом площею 150—200 м². Характерною особливістю кога є навісне стерно. У носі й кормі судна споруджували надбудови з зубчастими огородженнями для захисту, в них розміщувались бійці та гармати. Використовувався як основний вантажний і військовий бойовий корабель Ганзи.

## Етимологія
Слово «ког» споріднене з нім. Kugel — «куля, кулеподібний». У цьому значенні воно перейшло в старофранцузьку, староскандинавську і інші європейські мови. На фризькому діалекті Kogge означає «бочка», «посудина». У деяких джерелах, зокрема в російських, також вказується походження назви «ког» від давньогерманського kugg — «опуклий».

## Історія

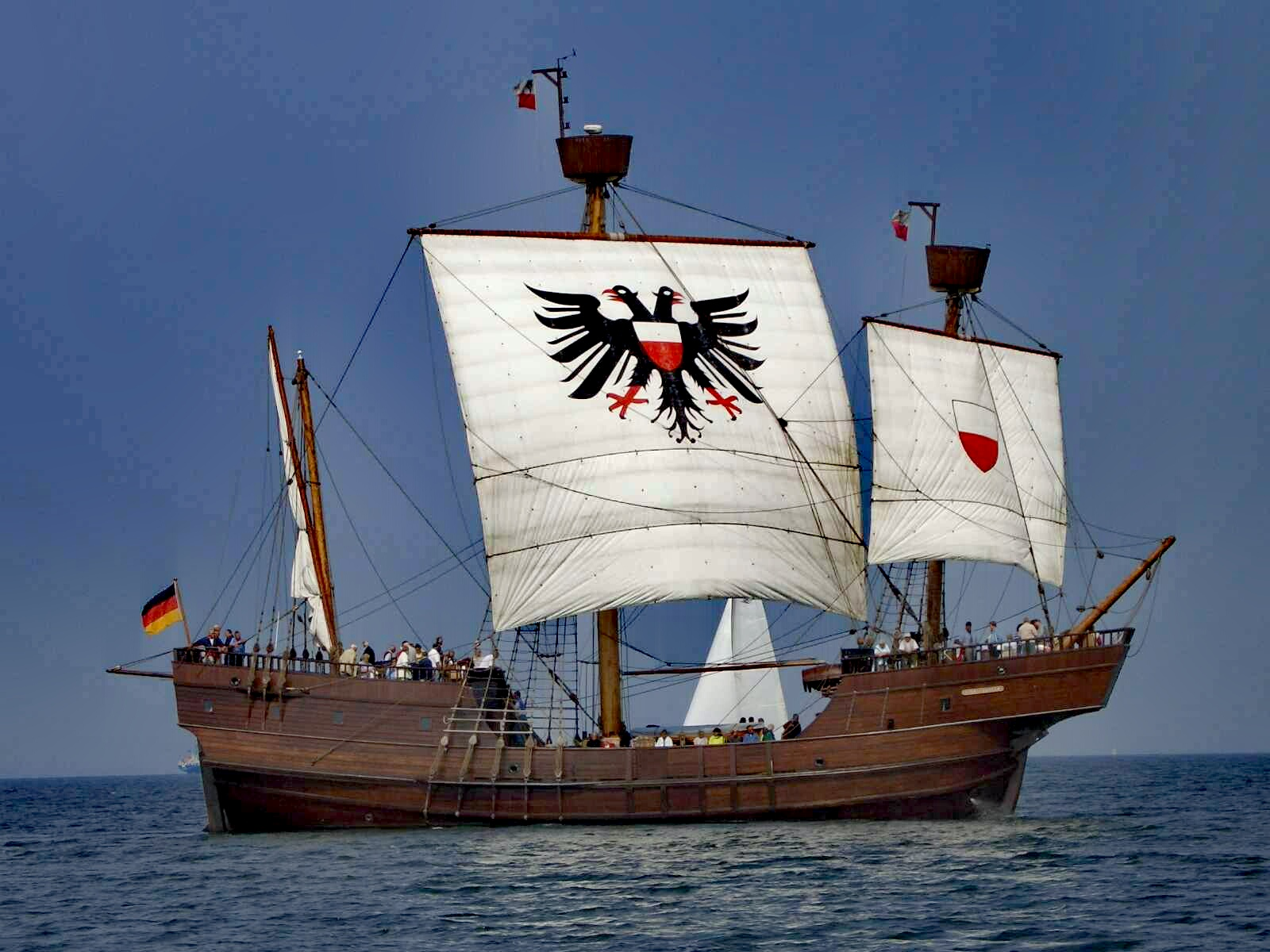
Сучасна реконструкція кога «Lisa von Lübeck»

Походження кога залишається суперечним. По найпоширенішій версії, коги були винайдені фризами для потреб і умов неглибокої акваторії Ваттового моря поблизу берегів Фрисландії. Деякі історики звертають увагу на те, що починаючи з IX століття в складі флотилій вікінгів класичні бойові стрункі довгі кораблі починають все частіше з'являтися в супроводі масивних вітрильно-весельних вантажних кнорів («Knorren»). Однак ця версія спорідненості когів з кнорами визнається недоведеною.
Найранішні археологічні знахідки окремих деталей судна датуються VII ст. Відомі також письмові міркування короля Англії Альфреда Великого, з яких випливає, що фризькі судна по конструкції відрізняються від перш за все відомих скандинавських та англійських.
Перша документальна письмова згадка про ког сягає 948 року. За період X—XV ст. конструкція кога безперервно покращується. Під час XII—XIV століть і більш ніж 200 років ког був головним морським судном Ганзи.

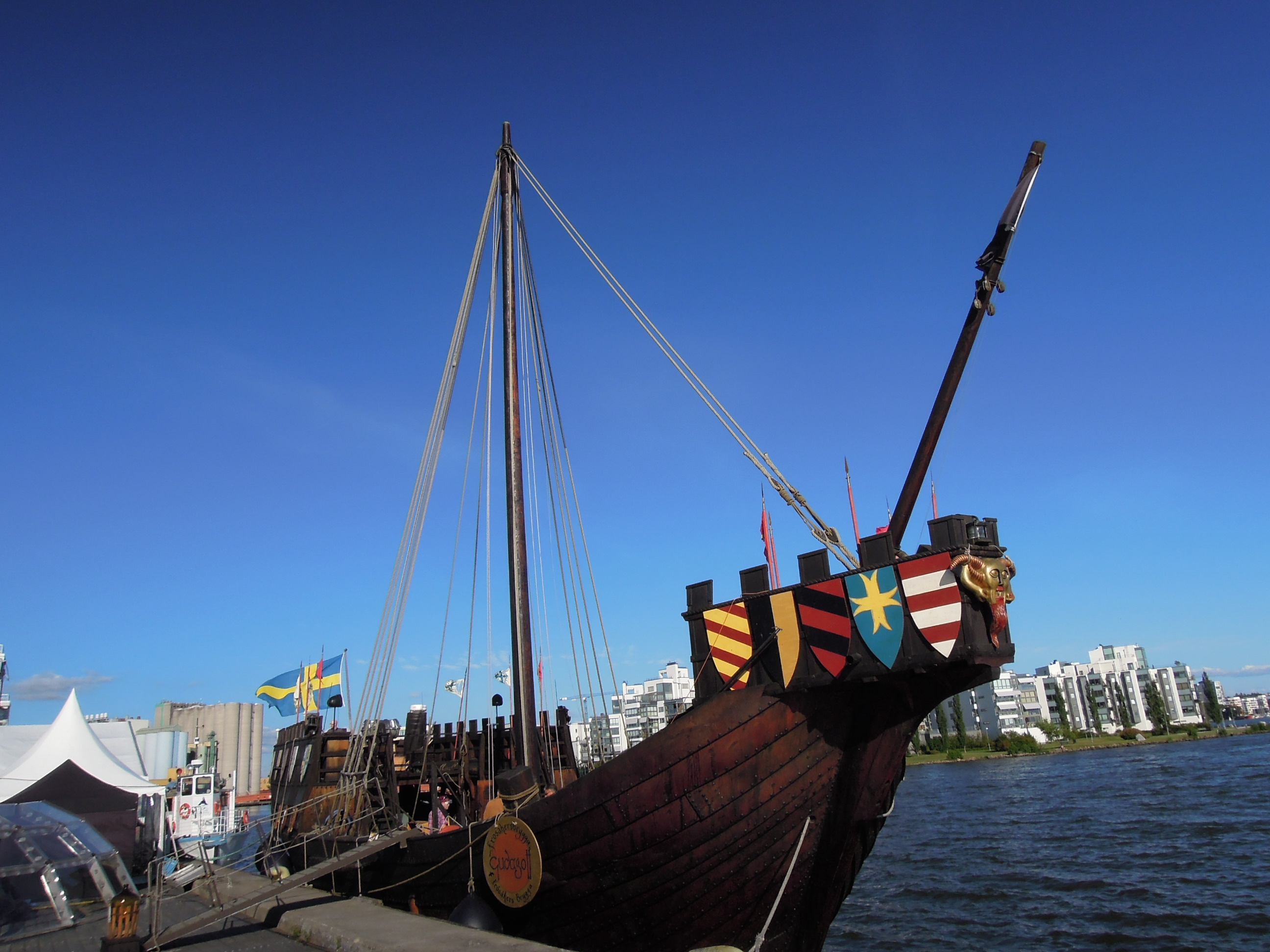
Форкастель сучасного кога Tvekamp av Elbogen

У XIV столітті з'являється новий тип 2-3-щоглового судна — «холк» (hulk, holk). Він був збільшеним гібридом традиційного річного плоскодонного «холка» пізньоримського періоду з когом. Його вантажність досягала 300 тонн та більше. У середині XV століття і ког, і холк в Європі поступово витісняються каравелами. Вантажність каравел досягала 400 тонн, окремі знайдені археологами екземпляри досягали 800 тонн.

## Технічні характеристики
- Довжина: від 15 до 25 м
- Ширина: 5-8 м
- Висота борту: 3-5 м
- Висота щогли: бл. 25 м
- Площа вітрила: бл. 200 м²
- Об'єм вантажного трюму: бл. 150 м³
- Вантажність: до 100 «ластів» (200 тонн)
- Осадка (з вантажем): бл. 2,25 м
- Екіпаж: 10-18 чол.

## Особливості конструкції

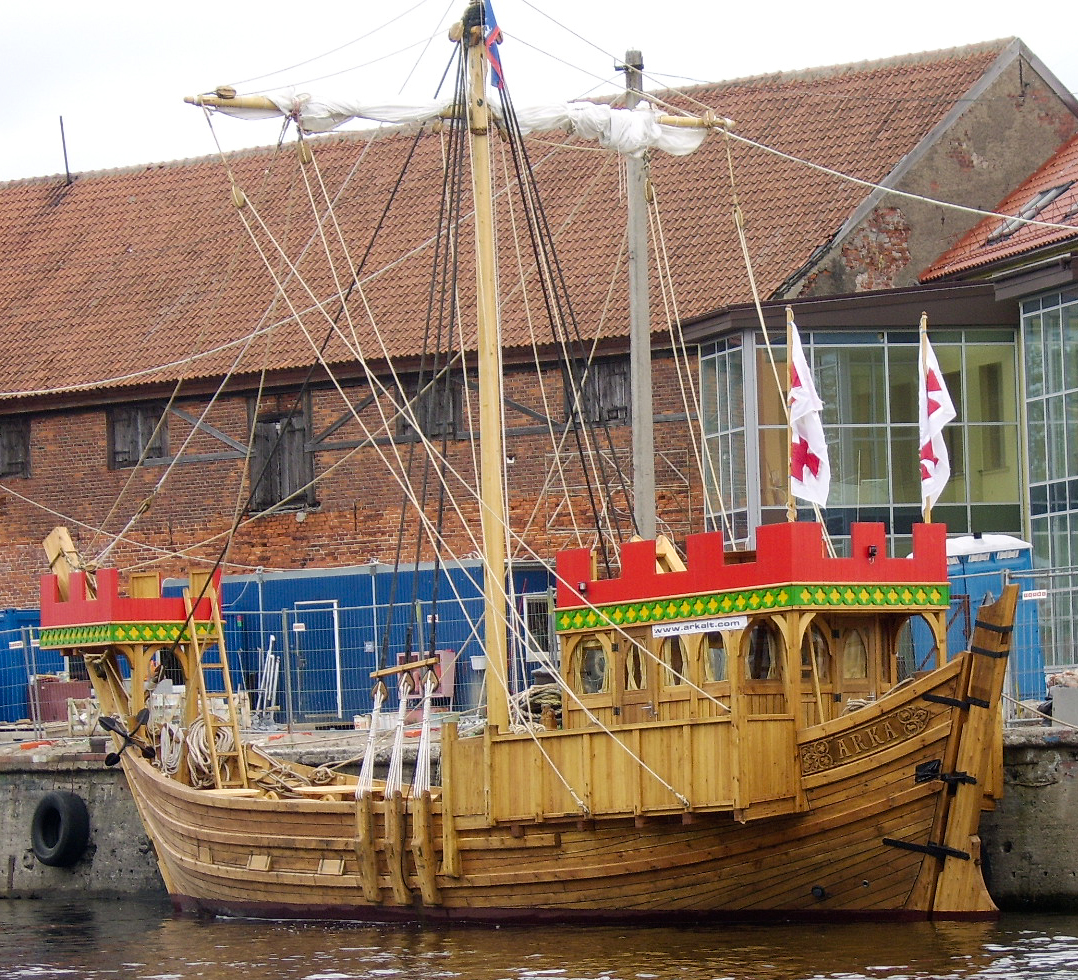
Сучасна реконструкція кога «Arka»

Тривалість будівництва одного судна, за оцінками, становила у середньому три роки. Основний будівельний матеріал — деревина дубу. Масивні елементи конструкції (балки) отримувались з дубових стовбурів шляхом розпилювання, а не розколювання, як в кораблях вікінгів. Для найтовстіших балок використовувалась деревина нижчих сортів, що значно знижувало загальну вартість кожного корабля. Прямий кіль, короткий корпус судна — співвідношення довжини кіля і ширини корпусу становить 3:1, обшивка корпусу по схожій з кораблями вікінгів клінкерній технології (внапусток). Майже прямий, встановлений під доволі крутим кутом форштевень. Відкрита палуба.
На когах вперше з'явилось кормове стерно, прикріплене до ахтерштевня і споряджене румпелем. Доти за стерно правило рульове весло. Характерною рисою когів були високі зубчасті надбудови на баку та юті (форкастель і ахтер-кастель), призначені для розміщення озброєної команди, пращників та стрільців з луків й арбалетів. Щогла на північноєвропейських когах була одна, з єдиним прямим вітрилом. При наявності кіля, судно фактично було майже плоскодонним, завдяки підвищеній ширині середньої частини корпусу.